# Pastisset d'ametlla
El pastisset d'ametlla o pastisset de Glòria és un dolç típic del País Valencià.
Els seus ingredients habituals són:
- Ous
- Sucre
- Farina d'ametlla
- Carabassat.

## Elaboració[1]
Per elaborar uns 45 pastissets es necessiten 6 ous, 1 quilo de sucre, 1 quilo de farina d'ametlla i el carabassat que es vulgui posar.
Es baten les clares d'ou a punt de neu, s'hi dissol primer el sucre i després la farina d'ametlla. Amb això s'aconsegueix una massa amb la qual es fan boletes que després s'aplanen. S'hi posa el farcit de carabassat i es fa la forma del pastisset. S'unten amb un ou complet i van al forn de 6 a 7 minuts.
Tanmateix algunes persones no els posen al forn i els deixen assecar una nit i se'ls mengen crus.